# Schloss Kettnitzmühle

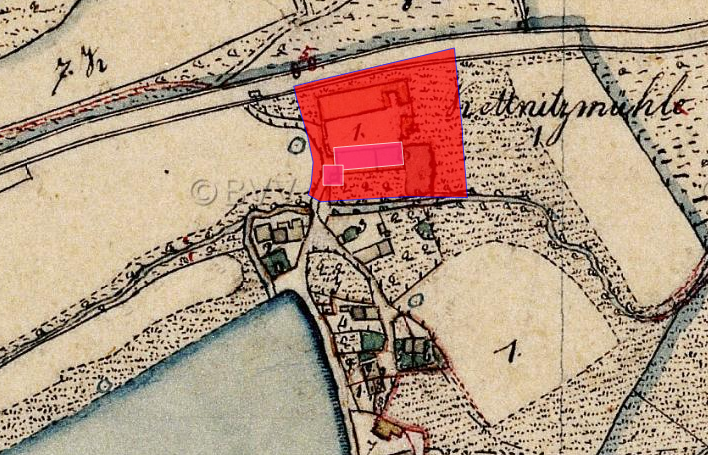
Lageplan von Schloss Kettnitzmühle auf dem Urkataster von Bayern

Das denkmalgeschützte Schloss Kettnitzmühle befindet sich in dem gleichnamigen Ortsteil der oberpfälzischen Gemeinde Wernberg-Köblitz im Landkreis Schwandorf von Bayern (Kettnitzmühle 1). Die Anlage wird als Bodendenkmal unter der Aktennummer D-3-6438-0085 im Bayernatlas als „archäologische Befunde der frühen Neuzeit im Bereich des ehem. Schlosses Kettnitzmühle, darunter die Spuren von Vorgängerbauten bzw. älteren Bauphasen“ geführt. Ebenso ist sie unter der Aktennummer D-3-76-150-9 als denkmalgeschütztes Baudenkmal von Kettnitzmühle verzeichnet.

## Geschichte
Die beiden Landsassengüter Kettnitzmühle und Damelsdorf werden urkundlich erstmals 1563 genannt. Sie befanden sich damals bereits zwei Jahrzehnte in den Händen des Nabburger Syndikus Hans Ködnit. Dieser trug sich 1545 mit der Absicht, Damelsdorf an Landgraf Georg von Leuchtenberg zu verkaufen. Die Amberger Räte verweigerten dies zunächst, verständigten aber die zuständige Hofkammer in Heidelberg, wobei auf die besonderen Verdienste des Ködnit verwiesen wird. Darauf verlieh der Landesherr Hans Ködnit am 22. Januar 1549 das Landsassenrecht zu Kettnitzmühle und Damelsdorf. Der Inhaber stellte darauf seine Verkaufsabsichten zurück und verkaufte erst Mitte der 1560er Jahre seine Güter an Wolf Christoph von Seckendorf. Dieser hatte die beiden Güter bis 1575 inne und verkaufte dann an David Kastner, den Abkömmling einer bedeutsamen Amberger Unternehmerfamilie. David Kastner war 1569 in erster Ehe mit Sidonie Persch von Hohenburg und nach deren Tod mit Margarete, Witwe des Hans Lorenz von Plassenberg und geborene Sauerzapf von Rohrbach verehelicht. Ihm gelingt der Aufstieg in den oberpfälzer Landadel, 1575 überträgt ihm Pfalzgraf Ludwig die Landsassenfreiheit für den Hammer Unterschnaittenbach (seit 1398 im Besitz der Familie Kastner) und für alle Güter, die er oder seine Nachfolger künftig erwerben sollten. David Kastner verstarb am 25. April 1590 mit 49 Jahren. Da seine einzige Tochter wenig später verstarb, fielen seine Güter seiner Witwe Margarete zu, die sich 1593 mit einem Vetter ihres Gemahls, Hans Wilhelm Kastner, verehelichte. Die Güter Kettnitzmühle und Demeldorf werden ihm zunächst als deß David Castners Agnat vndt Successor zugesprochen, aber 1613 kam es zu Differenzen mit dem Pflegamt, da dieses die Kastnerschen Hintersassen mit einem „Jägergeld“ belegte und der Hans Wilhelm Kastner mit wirtschaftlichen Schwierigkeiten zu kämpfen hatte. Er starb 1620 und musste den weiteren Niedergang durch die Einwirkungen des Dreißigjährigen Krieges nicht mehr selbst erleben. 1625 legte ein Brand das Gut in Unterschnaittenbach in Schutt und Asche, dabei starben auch die 70-jährige Margarete und ihre Tochter Anna Eva. Anläufe der Amberger Regierung, die Kastnerschen Güter Schnaittenbach, Kettnitzmühle und Damelsdorf wegen der darauf lastenden hohen Schulden zu verkaufen, scheiterten nach mehreren Versuchen. Letztlich einigten sich die Kinder des Hans Wilhelm, Hans Wilhelm der Jüngere und seine Schwester Katharina Kastner, die den Hammerwerksbesitzer Christoph Hegner von Altenweiher geheiratet hatte, auf eine Besitzteilung: Hans Wilhelm der Jüngere sollte das Hammergut zu Unterschnaittenbach und die Kettnitzmühle erhalten und Christoph Hegner im Namen seiner Frau Damelsdorf.
Damelsdorf wechselte in der Folge häufig seinen Besitzer. Die Erben des Christoph Hegner veräußerten das Gut Mitte des 17. Jahrhunderts an Johann Bartholomäus Schäffer und dieser verkaufte es 1652 an Augustin von Fritsch weiter. An seiner Stelle legte seine Witwe am 11. Juli 1676 als Vormünderin ihrer Kinder die Landsassenpflicht ab. Nach dem Tod der Maria Salome von Fritsch, geborene von Sickenhausen, fiel das Erbe zu gleichen Teilen an die Töchter des Kammeradvokaten Johann Caspar Müller, Maria Martha und Johanna Maria Rosina, verheiratete Griennagel. Johann Reinhard Griennagel legte am 11. Dezember 1694 die Landsassenpflicht ab. Für Maria Martha machte dies einige Jahre später (1698) ihr Gatte Maximilian Adolf von Boslarn. 1740 war Dameldorf unter Franz Joseph von Boslarn wieder in einer Hand vereint. Im Namen seiner Frau, Tochter des Franz Joseph von Boslarn, hatte die Landsasserei 1772 bis 1779 Johann Nepomuk Freiherr von Pelkofen, Straubinger Kämmerer und Regierungsrat, inne. Er verkaufte diese dann an Johann Philipp Müller, Rentkammerrat und Jagdbeamter, der am 11. September 1779 Pflicht ablegte. Da er nicht die notwendigen Qualifikationen nachweisen konnte, verkaufte er am 26. Juli 1813 die Jurisdiktionsrechte an Appellationsrat von Korb. Diese fielen zwar wieder an die Erben des am 1. November 1815 verstorbenen Johann Philipp Müller zurück, da sie aber ebenfalls nicht adelig waren, konnten sie diese Rechte nicht ausüben. 1819 wurden alle Damelsdorfer Besitzungen allodifiziert.
Von dem Gut Kettnitzmühle wurden 1625 wesentliche Teile (Mühle, Mühlweiher) abgespalten; übrig blieb das kleine Schloss (im Volksmund Kutter Guettl genannt), die Taverne, vier Nebenhäuschen und diverse Liegenschaften. Hans Wilhelm Kastner ist merkwürdigerweise als Inhaber des Gutes in den Landsassenmatrikeln nicht eingetragen. Auch nach seinem Tod († 1634) erscheint seine Witwe Barbara Kastner, Tochter des Daniel Modlers von Holzhammer und in zweiter Ehe mit Philipp Jacob von Steinling auf Steinbach und Weickersried verheiratet, nicht in den Landsassenmatrikeln. Selbst als sich diese nach dem Tod ihres zweiten Gatten († 1649) ein drittes Mal mit dem Hammermeister Claudius Schorri verehelichte, sind die Matrikel ohne entsprechendem Vermerk. Allerdings wird dort 1650 vermerkt, dass Köttnitsmühl davon weg vnnd in eine vnbefreite hand kommen. Erst Jacob Christoph Kastner, der Eva Maria, das einzige Kind der Barbara Modler aus der Ehe mit Hans Wilhelm Kastner geheiratet hatte, legt Ende des 17. Jahrhunderts wieder Pflicht ab. An seine Tochter Anna Margarete und deren Ehemann Johann Reinhard Wolf von Steinhausen wurde die Kettnitzmühle vorzeitig übergeben und wieder als Landsasserei anerkannt. Die Tochter aus dieser Ehe war Maria Anna Franziska Ernestine, die den Johann Friedrich Joseph Münsterer von Stefling geheiratet hatte. Ihm wurde wieder die Immatrikulation verweigert. Seine Witwe veräußerte 1742 das Rüttergut Köttnizmühl mit Schlösschen und kleinem Wildbann an den Gerichtsschreiber zu Wernberg, Georg Paul Hann und seine Ehefrau Anna Margarete. Nach dessen Tod brach wieder ein Streit über die Rechtsqualität des Gutes aus. Nachdem ein erster Verkaufsversuch am Einspruch der Regierung gescheitert war, kam das Gut an den Schwiegersohn Georg Seegerer. Sein Antrag auf die Anerkennung als Landsasse wurde positiv beschieden. Die kleine Jagdgerechtigkeit wurde ihm aber nicht genehmigt und im Zuge dieses Streites wurde die Niedergerichtsbarkeit wieder von dem Pflegamt wahrgenommen. 1782 wurde das Gut an Franz Michael Gropper trotz des unklaren Rechtsstatus verkauft. Dieser suchte zwischen 1790 und 1798 mehrmals um das Brau- und Jagdrecht an, 1807 wurde aber die Jurisdiktion über Kettnitzmühle vom Staat eingezogen.

## Schloss Kettnitzmühle heute
Das ehemalige Schloss stammt im Kern aus dem 18. Jahrhundert. Es ist ein langer Trakt mit einem Walmdach im Westen und einem Giebel im Osten. An der Südwestecke befindet sich eine Hauskapelle ebenfalls aus dem 18. Jahrhundert.